# Sarah Stiriz
Sarah Stiriz (* 11. November 2003 in Hamburg) ist eine deutsche Volleyballspielerin.

## Karriere
Stiriz begann ihre Karriere im Alter von vierzehn Jahren. 2020 wechselte sie von WiWa Hamburg zum SC Potsdam. Dort spielte die Libera zunächst für die zweite Mannschaft. Im Playoff-Finale der Bundesliga-Saison 2021/22 kam sie erstmal in der ersten Mannschaft zum Einsatz. In der Saison 2022/23 erreichte Potsdam jeweils das Finale im DVV-Pokal und in den Bundesliga-Playoffs jeweils das Finale. Ein Jahr später gelang dem Verein im DVV-Pokal 2023/24 der erneute Finaleinzug, während die Bundesliga-Saison im Halbfinale endete. 2024/25 spielte Stiriz mit dem VfL Oythe in der Zweiten Liga Pro. Anschließend wurde sie vom Erstliga-Aufsteiger ETV Hamburg verpflichtet.